# Chiesa dei Santi Pietro e Paolo (Castelveccana)
La chiesa dei Santi Pietro e Paolo è la parrocchiale di Castelveccana, in provincia di Varese ed arcidiocesi di Milano; fa parte del decanato di Luino.

## Storia
La primitiva chiesa di Castelveccana, sorta forse verso la fine del XII secolo, venne menzionata per la prima volta nel 1225, per poi essere citata nuovamente nel 1250.

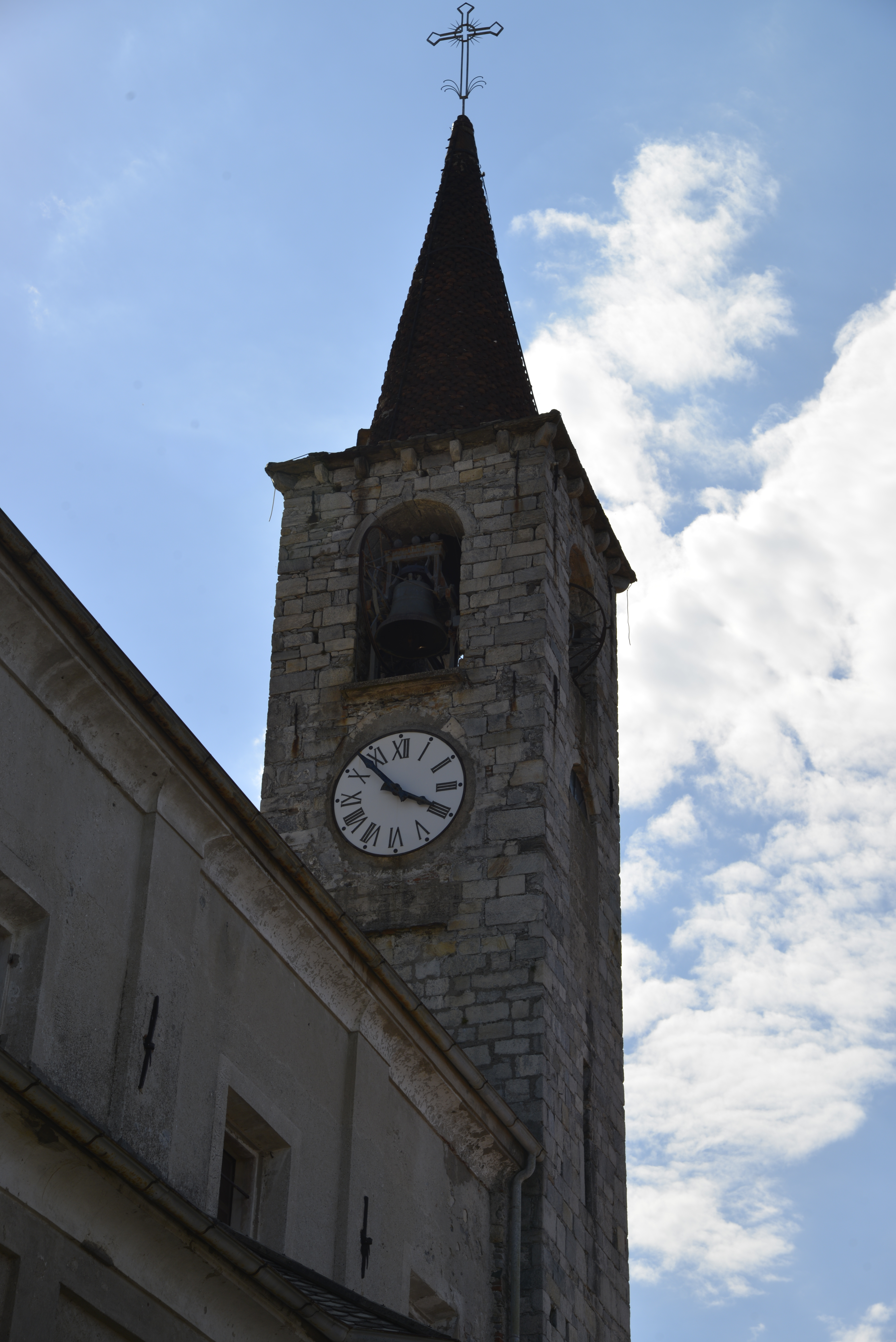
Il campanile

Si ha notizia di una visita alla chiesa compiuta da Gabriele Sforza nel 1450; dalle relazioni delle visite avvenute nel XVI secolo s'apprende che la navata era unica e che era tutto sommato grande, che il soffitto, sorretto da degli archi, era in legno e che l'abside, rivolta ad occidente, era di forma semicircolare.
La chiesa fu eetta a parrocchiale il 10 dicembre 1578 dall'arcivescovo Carlo Borromeo.
Nel XVII secolo, entro il 1683, la chiesa venne radicalmente modificata e parzialmente ricostruita: la pianta fu girata di 180°, si realizzarono delle cappelle laterali e venne edificato un nuovo presbiterio; in quel periodo era attestata anche come compresa nella pieve foraniale della Valtravaglia.
Nel 1748 l'arcivescovo di Milano Giuseppe Pozzobonelli, compiendo la sua visita pastorale, annotò che a servizio della cura d'anime v'era solo il parroco, che i fedeli erano 420 e che nella parrocchiale, che aveva come filiali le chiesette dei Santi Rocco e Sebastiano, di Santa Veronica in Calderino e di Sant'Antonio di Padova in Caldé, avevano sede i sodalizi del Santissimo Sacramento e della Beata Vergine Maria del Rosario.

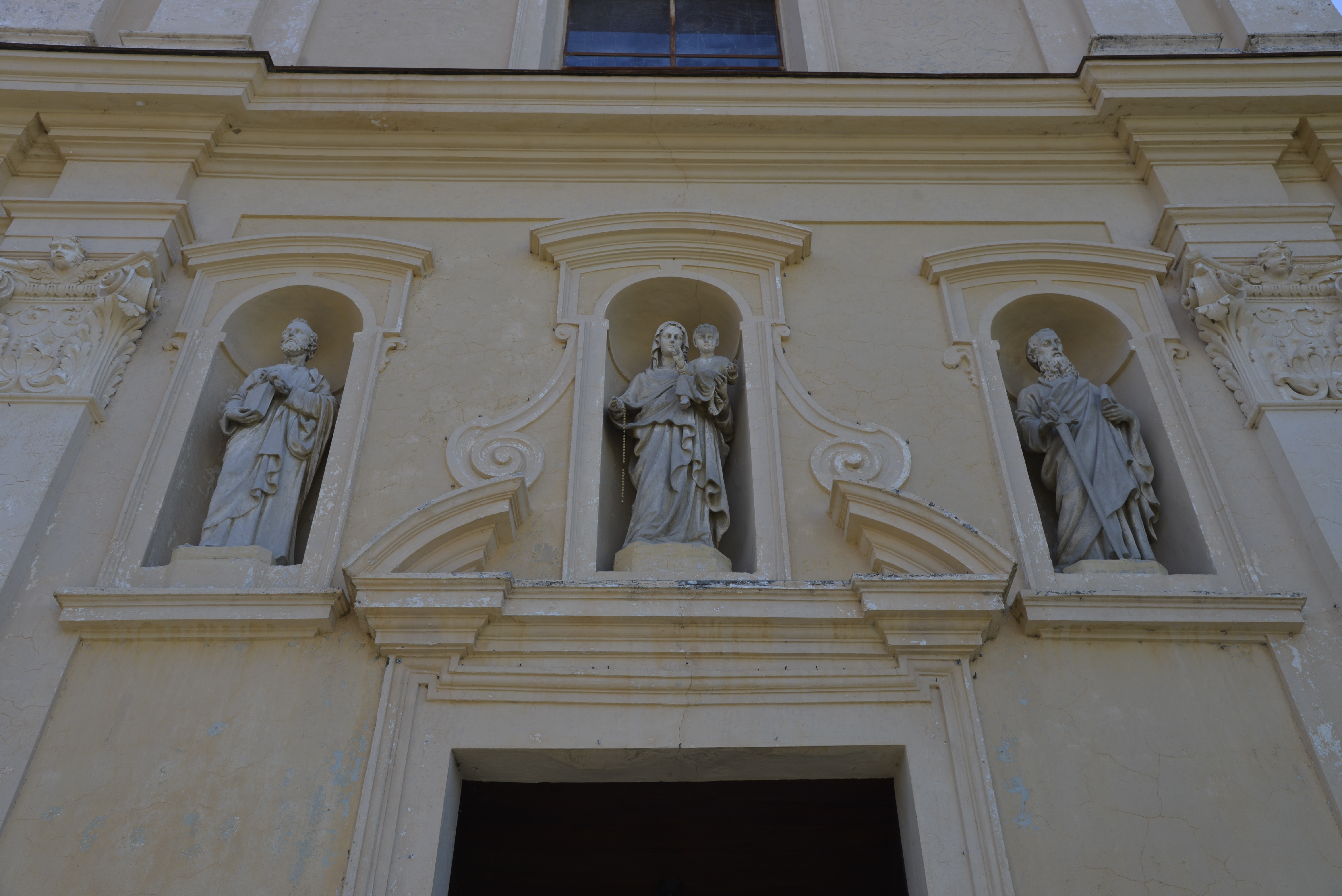
Particolare della facciata

Intorno al 1760 ebbe inizio un nuovo lavoro di ampliamento dell'edificio, che fu portato a termine verso il 1780 e che conferì alla chiesa il nuovo aspetto neoclassico.
Nel 1779 il numero dei fedeli risultava esser salito a 527.
Verso la fine del XIX secolo l'arcivescovo Andrea Carlo Ferrari visitò la chiesa e trovò che nella parrocchiale avevano sede la pia unione delle Figlie di Maria, la confraternita del Santissimo Sacramento e la compagnia di San Luigi Gonzaga e che i fedeli erano circa un migliaio.
Nel 1942 incominciarono degli interventi di decorazione dell'interno, diretti da Paolo Rivetta e da Giovanni Battista Pedrocca, che vennero completati nel 1954.

## Descrizione

### Facciata
La facciata della chiesa, che è a capanna, è suddivisa da una cornice marcapiano in due registri, entrambi scanditi da due coppie di lesene binate; in quello inferiore si aprono il portale d'ingresso e tre nicchie contenenti altrettante statue, mentre in quello superiore vi è una finestra. Il tutto è coronato dal timpano di forma triangolare sopra il quale sono presenti quattro pinnacoli.

### Interno
Opere di pregio conservate all'interno, che è ad un'unica navata, sono un affresco raffigurante il Battesimo di Cristo, risalente probabilmente al XVI secolo, l'altare laterale della Madonna, forse originariamente collocato nella soppressa chiesa di San Celso sul colle, l'altare maggiore, costruito sul finire del XVII secolo, e il pulpito, anch'esso del termine del Seicento.